# 神戶新交通
神戶新交通股份有限公司（日语：／ Kōbe shinkōtsū */?），簡稱神戶新交通，是日本一家經營兵庫縣神戶市兩個旅客捷運系統線路，由神戶市等出資設立的第三部門公司。總部位於神戶市中央區港島六丁目6番地之1。

## 歷史
- 1977年（昭和52年）7月18日 設立
- 1981年（昭和56年）2月5日 港灣人工島線開業。日本最早的投入實用的旅客捷運系統
- 1990年（平成2年）2月21日 六甲人工島線開業
- 2006年（平成18年）2月2日 港灣人工島線延伸開業至神戶機場

## 路線列表
| 路線記號 | 中文線名     | 日文線名        | 起點          | 終點            | 距離（公里） |
| -------- | ------------ | --------------- | ------------- | --------------- | ------------ |
| P        | 港灣人工島線 |                 | 三宮（P01）   | 神戶機場（P09） | 8.2          |
| PL       | 港灣人工島線 | 市民廣場（P06） | 中公園（P04） | 2.6             |              |
| R        | 六甲人工島線 |                 | 住吉（R01）   | 海濱公園（R06） | 4.5          |

## 票价
| 区数           | 票价（日币） |
| -------------- | ------------ |
| 1区（2km以内） | 200          |
| 2区（3 - 5km） | 240          |
| 3区（6 - 8km） | 280          |
| 4区（9km）     | 320          |

## 外部連結
- 神戸新交通株式会社 （页面存档备份，存于）